# Circunscripción inmediatamente sujeta a la Santa Sede
En la Iglesia católica una circunscripción eclesiástica inmediatamente sujeta a la Santa Sede (en latín: Sedi Apostolicae immediate subiecta) es aquella que al no estar bajo la autoridad supervisora de un arzobispo metropolitano dentro de una provincia eclesiástica, está directamente bajo la supervisión de la Santa Sede. Una locución equivalente, pero hoy en desuso, es diócesis exenta. 

## Regla general
La regla general es que las circunscripciones eclesiásticas estén asignadas a las diversas provincias eclesiásticas, al frente de las cuales hay un arzobispo metropolitano y son llamadas sufragáneas. Puede suceder que, por motivos especialmente históricos o por otras cuestiones inmediatas, una diócesis, o más excepcionalmente una arquidiócesis, no esté comprendida dentro de una provincia eclesiástica, sino que dependa directamente de la Santa Sede.
Con la institución de las regiones eclesiásticas en algunos países, las diócesis inmediatamente sujetas también forman parte de estas instituciones, reduciendo así la diferencia entre las diócesis sufragáneas y las inmediatamente sujetas.
Un caso particular es el de la región eclesiástica de Lazio en Italia: la provincia eclesiástica está constituida solo por la diócesis de Roma y las siete sedes suburbicarias,(Siempre considerada Roma como diócesis y no como arquidiócesis), y las demás diócesis de la región eclesiástica (llamadas de número), están sujetas a la Sede Apostólica. Estas diócesis están en las 100 millas alrededor de Roma, la antigua jurisdicción del distrito del Praefectus Urbis (el prefecto de la Roma imperial), papel conservado hasta el 15 de agosto de 1972 por el cardenal vicario de Roma. Los obispos de estas diócesis deben participar en los consistorios del Pontífice Romano y tienen el privilegio de incluir en su escudo episcopal las cuatro borlas, al igual que los arzobispos. En 1972 se abolió el término de número, y se dejó a los obispos la facultad de participar en los consistorios y de poner las cuatro borlas en los escudos.
Lo mismo ocurre con las abadías territoriales o con las eparquías de rito oriental, sustraídas de las provincias eclesiásticas en las que están. 
Hay casos de origen histórico como el de Lucca, que son legado de los tiempos en que no había líneas de estado que separaran las metrópolis más cercanas.

## La reforma conciliar
El decreto del Concilio Vaticano II Christus Dominus, promulgado el 28 de octubre de 1965, estableció que todas las diócesis deben pertenecer a una provincia eclesiástica. Quedó establecida la regla de que las diócesis inmediatamente sujetas a la Santa Sede deben formar parte de la provincia más cercana.

2) Ténganse por norma el adscribir a alguna provincia eclesiástica todas las diócesis y demás circunscripciones territoriales equiparadas por el derecho a las diócesis. Por tanto, las diócesis que ahora dependen directamente de la Sede Apostólica, y que no están unidas a ninguna otra, hay que formar con ellas una nueva provincia, si es posible, o hay que agregarlas a la provincia más próxima o más conveniente, y hay que subordinarlas al derecho del metropolitano, según las normas del derecho común.

Esto fue recogido en el Código de Derecho Canónico del 25 de enero de 1983:

431. § 2. Como norma general, no habrá en adelante diócesis exentas; por tanto, todas las diócesis y demás Iglesias particulares que se encuentran dentro del territorio de una provincia eclesiástica, deben adscribirse a esa provincia.